# Сердце-камень
Се́рдце-ка́мень — природный объект, находящийся на берегу реки Цуцуюк в 200 м к востоку от села Возрождение (муниципальное образование город-курорт Геленджик). Региональный памятник природы.
Валун имеет грубошарообразную форму диаметром 8 м. В его верхней части имеется как бы ложе с четко выраженным обрамлением. От камня откололись 3 больших обломка, два из которых находятся в реке Цуцуюк и один в её притоке.
В путеводителе «Геленджик» 1968 году об этом камне говорится следующее: «На 17-м километре по шоссе можно увидеть скалу „Сердце-камень“. Внизу журчит ручей Цуцуюк. Вблизи — минеральный источник. В давние времена его выложили камнем. Часть кладки сохранилась до наших дней. Вода горько-солёная, содержит хлористый натрий, значительное количество брома, йода, бария и борной кислоты. Полезные свойства источника были известны очень давно обитателям здешних мест — адыгам, которые излечивали ревматизм, фурункулёз и ряд других заболеваний.»
По воспоминаниям старожилов, после Великой Отечественной войны на ложе, имевшем овальную форму, стояла скульптура белого оленя на четырёхугольном основании. Позднее олень был разрушен. Минеральный источник в 1970-х годах был залит бетоном и теперь не действует. Экскурсоводы в 1950-е годы сообщали экскурсантам о метеоритном происхождении мегалита. В начале XXI столетия на Сердце-камне расклеивались листовки, призывавшие всех посетителей уважать святыни и не мусорить вокруг памятника.

## Галерея

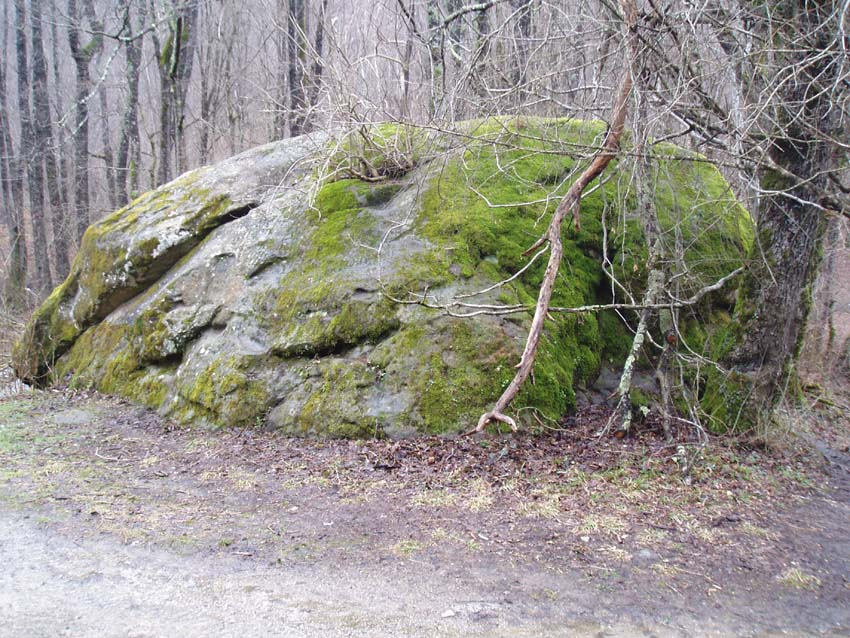
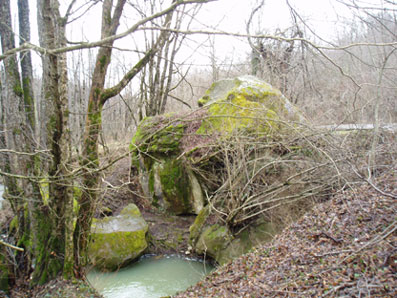